# Lingua giudeo-spagnola
Il giudeo-spagnolo, detto anche judezmo o giudesmo (in spagnolo chiamato sefardí o ladino, da non confondersi però con il ladino dolomitico), è la lingua parlata dai discendenti degli ebrei espulsi dalla Spagna e Portogallo nel 1492; essa è diffusa tra gli ebrei sefarditi nel bacino del Mediterraneo, nelle città dell'ex Impero ottomano (Salonicco, Istanbul, Smirne), ed in seguito alle emigrazioni dell'800 anche nelle Americhe.
Il giudeo-spagnolo è una lingua giudeo-romanza evolutasi a partire dallo spagnolo del XV secolo; in origine questa lingua fu scritta esclusivamente in caratteri ebraici, al pari delle altre lingue degli ebrei, ma nell'ultimo secolo le è stata adattata anche una grafia in caratteri latini. Tale grafia latina si basa su una translitterazione delle parole dall'alfabeto ebraico, sicché essa risulta visivamente molto distante dalla corrispondente grafia castigliana.

## Situazione attuale
Oggigiorno, il giudeo-spagnolo, pur non essendo lingua madre, è parlato e conosciuto da quasi una totalità di 150.000 persone situate in vari stati del bacino Mediterraneo e dei Balcani, tra i quali si può indicare Israele, il Marocco, la Turchia e la Bulgaria. Piccole comunità sono ancora presenti anche nelle Americhe, principalmente nei territori una volta occupati dalla Corona di Castiglia (con alcune stime ottimiste che fanno salire il numero addirittura oltre i 2.000.000 totali di persone nel mondo capaci di capire il Sefardí).
Una piccola comunità è tuttora presente anche in Sud Italia.
La "Autoridad Nasionala del Ladino de Israel", creata nel 1997, e la "Academia Nasionala del Ladino", fondata nel 2019 dalla RAE (con sede in Israele), sono le istituzioni linguistiche officiali che cercano di proteggere e regolare la lingua per far sì che non si estingua.
Il sefardí, come lingua, sta ricevendo un particolare impulso di crescita grazie ad Internet ed a comunità apposite che promuovono l'uso della lingua in programmi radio, forum e pagine web (Ladinokomunita).